# Suragina
Suragina är ett släkte av tvåvingar. Suragina ingår i familjen bäckflugor.

## Dottertaxa tillSuragina, i alfabetisk ordning[1]
- Suragina agramma
- Suragina bezzii
- Suragina binominata
- Suragina bivittata
- Suragina brunetti
- Suragina caerulescens
- Suragina calopa
- Suragina cincta
- Suragina concinna
- Suragina coomani
- Suragina decorata
- Suragina dimidiatipennis
- Suragina disciclara
- Suragina elegans
- Suragina falsa
- Suragina fascipennis
- Suragina flaviscutellum
- Suragina fujianensis
- Suragina furcata
- Suragina guangxiensis
- Suragina illucens
- Suragina intermedia
- Suragina labiata
- Suragina lanopyga
- Suragina latipennis
- Suragina limbata
- Suragina longipes
- Suragina lucens
- Suragina metatarsalis
- Suragina milloti
- Suragina monogramma
- Suragina nigripes
- Suragina nigritarsis
- Suragina nigromaculata
- Suragina pacaraima
- Suragina pauliani
- Suragina satsumana
- Suragina s-fuscum
- Suragina signipennis
- Suragina sinensis
- Suragina tricincta
- Suragina uruma
- Suragina varicolor
- Suragina yaeyamana
- Suragina yunnanensis